# Dolphin and Union Strait

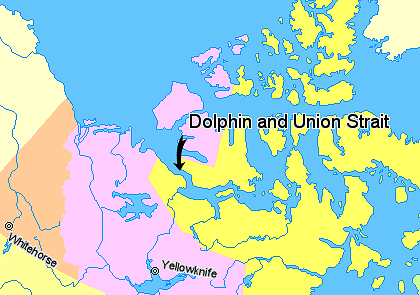
Dolphin and Union Strait, Canada.
Nunavut
Northwest Territories
Yukon Territory
Gebieden buiten Canada (Alaska, Groenland)

De Dolphin and Union Strait is een zeestraat tussen het vasteland van Canada en het Victoria-eiland. Ze behoort tot het Canadese territorium Nunavut. De straat verbindt de Beaufortzee met de Coronationgolf. De Dolphin and Union Strait is net als al deze andere baaien en straten een nevenzee van de Noordelijke IJszee.
De zeestraat is genoemd naar de twee boten waarmee de Schotse ontdekkingsreiziger John Richardson (1787–1865) het gebied verkende in 1826. Over de lengte van circa 160 km varieert de breedte van de straat tussen de 32 en 64 km.